# Bob-Europameisterschaft 2008
Die Bob-Europameisterschaft 2008 wurde  in Cesana Torinese ausgetragen.

## Zweier-Bob Männer
Datum: 19. Januar 2008
| Platz | Bob                                                   | Lauf 1 Platz | Lauf 2 Platz | Gesamtzeit Rückstand |
| ----- | ----------------------------------------------------- | ------------ | ------------ | -------------------- |
| 1     | Russland – Bob RUS 1 Alexander Subkow Alexej Wojewoda | 56.02 3      | 55.95 1      | 1:51.97 ±0.00        |
| 2     | Deutschland – Bob GER 1 André Lange Kevin Kuske       | 55.99 2      | 56.12 2      | 1:52.11 +0.14        |
| 3     | Italien – Bob ITA 1 Simone Bertazzo Samuele Romanini  | 56.05 4      | 56.13 3      | 1:52.18 +0.21        |

## Vierer-Bob Männer
Datum: 20. Januar 2008
| Platz | Bob                                                                                   | Lauf 1 Platz | Lauf 2 Platz | Gesamtzeit Rückstand |
| ----- | ------------------------------------------------------------------------------------- | ------------ | ------------ | -------------------- |
| 1     | Lettland – Bob LAT 1 Jānis Miņins Daumants Dreiškens Oskars Melbārdis Intars Dambis   | 54.83 2      | 55.23 1      | 1:50.06 ±0.00        |
| 2     | Schweiz – Bob SUI 2 Martin Galliker Jürg Egger Olexander Streltsov Patrick Blöchliger | 54.81 1      | 55.42 2      | 1:50.23 +0.17        |
| 3     | Deutschland – Bob GER 1 André Lange René Hoppe Kevin Kuske Martin Putze               | 54.93 3      | 55.44 4      | 1:50.37 +0.31        |

## Zweier-Bob Frauen
Datum: 19. Januar 2008
| Platz | Bob                                                     | Lauf 1 Platz | Lauf 2 Platz | Gesamtzeit Rückstand |
| ----- | ------------------------------------------------------- | ------------ | ------------ | -------------------- |
| 1     | Deutschland – Bob GER 1 Sandra Kiriasis Berit Wiacker   | 57.57 1      | 57.88 1      | 1:55.47 ±0.00        |
| 2     | Deutschland – Bob GER 2 Cathleen Martini Janine Tischer | 57.68 2      | 57.95 2      | 1:55.63 +0.16        |
| 3     | Schweiz – Bob SUI 1 Maya Bamert Anne Dietrich           | 57.87 3      | 58.22 5      | 1:56.09 +0.62        |

## Medaillenspiegel
| Platz | Nation      | Gold | Silber | Bronze |
| ----- | ----------- | ---- | ------ | ------ |
| 1     | Deutschland | 1    | 2      | 1      |
| 2     | Russland    | 1    | 0      | 0      |
| 2     | Lettland    | 1    | 0      | 0      |
| 4     | Schweiz     | 0    | 1      | 1      |
| 5     | Italien     | 0    | 0      | 1      |